# La Première Vague
Ne doit pas être confondu avec La Dernière Vague, La Dernière Vague (série télévisée) ou La Cinquième Vague.
La Première Vague est un épisode de la série télévisée Stargate SG-1.

## Distribution
- Ben Browder : Cameron Mitchell
- Amanda Tapping : Samantha Carter
- Christopher Judge : Teal'c
- Michael Shanks : Daniel Jackson
- Claudia Black : Vala Mal Doran

## Résumé
À la recherche de l'arme de Merlin, SG-1 arrive sur une planète où ils trouvent un village fortifié étrangement similaire aux villages médiévaux européens. Malgré le scepticisme de Mitchell sur le fait que ce village soit celui qu'ils recherchent, une épée plantée verticalement dans un autel du village ne laisse guère de doute sur les liens de ce village avec Merlin. Ils sont alors salués par Meurik, le gouverneur du village, qui leur souhaite la bienvenue à Camelot.
À la taverne avec le gouverneur, l'équipe fait la connaissance d'Antonius, l'historien du village, qui leur apprend avec Meurik l'histoire d'Arthur; différent de la nôtre, celle-ci indique qu'Arthur est parti avec ses chevaliers à la recherche du Sangreal et que les villageois attendent son retour. L'ambiance se tend immédiatement quand Daniel demande si Merlin a suivi Arthur dans sa quête, et, sans répondre, Meurik quitte la table au prétexte de travail à faire, visiblement gêné. Antonius leur explique alors que Merlin, bien qu'ayant fait le bien autour de lui, a conservé la méfiance des villageois de par ses motivations qui échappaient à la plupart. Il leur parle également de sa bibliothèque, située dans le village, bibliothèque que l'équipe demande à voir; Antonius leur apprend alors que la porte est gardée par un maléfice, et que quiconque y pénétrant subira la fureur du Chevalier Noir.
Mitchell interprète la malédiction comme un autre chevalier holographique comme celui rencontré à Glastonbury lors de la découverte du trésor de Merlin, ce qui ne semble pas l'effrayer plus que de raison, attitude que Teal'c estime excessivement optimiste en raison de la mort que Mitchell faillit trouver à Glastonbury. Daniel estime quant à lui que ce Chevalier-ci devrait s'avérer plus difficile à vaincre, et Carter suggère de se séparer pour explorer le village.
Teal'c et Mitchell rencontrent alors une jeune fille, Valencia, incarnant Arthur vainqueur dans un combat à l'épée de bois contre son petit frère jouant Mordred. Mitchell emprunte alors l'épée du frère pour échanger des coups contre la jeune fille qu'il finit par désarmer. Il demande alors à la jeune fille de les conduire à la bibliothèque de Merlin, ce qu'elle fait bien qu'étant apeurée. Le maléfice de la porte se révèle être un champ de force; la jeune fille les informe alors qu'Antonius possède la clé de la bibliothèque, mais celui-ci refuse de coopérer, de peur que la malédiction de Merlin ne s'abatte sur l'équipe. Il refuse également de croire que l'équipe a déjà rencontré un Chevalier de ce type, arguant qu'ils ne seraient plus là pour en parler si c'était vrai, mais finit par plier devant sa curiosité pour le contenu de la bibliothèque.
La nuit suivante, Antonius, toujours réticent à l'idée de ce qu'il va faire et leur demandant de garder le silence sur sa participation, finit par leur ouvrir la bibliothèque, le champ de force disparaissant à l'insertion de la clé. Ils arrivent alors dans une vaste pièce surchargée de rouleaux de parchemins et de livres. En en lisant un, Daniel suggère l'idée que la bibliothèque pourrait contenir une machine à voyager dans le temps; quant à Mitchell, il découvre par hasard un passage secret. L'équipe veut le suivre, mais Antonius refuse net de prendre plus de risques et rentre chez lui. L'équipe suit alors le passage jusqu'à une autre pièce contenant une console de contrôle identique à celle du temple de Dakara. L'équipe commence alors à examiner la console, quand Antonius, rentré chez lui, se fait attaquer par le Chevalier Noir. Alertée par des cris, l'équipe accourt chez Antonius pour le trouver mort au milieu de sa chambre envahie par les villageois.
L'équipe tente alors de se justifier devant un gouverneur furieux qui leur reproche de n'avoir pas écouté ses mises en gardes et d'avoir provoqué la mort d'Antonius. SG-1 tente d'expliquer au gouverneur l'invasion Ori, mais, incrédule, il leur ordonne de quitter le village et les maudit avant de partir. Jackson indique alors que leur bannissement est exactement ce qu'attendait Merlin : le Chevalier attaque les villageois pour qu'ils protègent eux-mêmes la bibliothèque des intrusions, par peur de leurs conséquences, ce qui est autrement efficace que l'élimination de tout intrus, car cela ne dissuaderait pas les personnes déterminées comme eux. Daniel part alors pour tener de convaincre les villageois d'aller contre leur gouverneur, tandis que Mitchell s'intéresse à l'épée du rocher. La jeune fille rencontrée plus tôt l'informe alors qu'Arthur doit revenir une fois l'épée retirée du rocher, mais que cette épreuve est réservée aux hommes du village, dont Arthur aura besoin à son retour.
La conversation est alors interrompue par Meurik, que Jackson n'a pas réussi à convaincre et qui va les faire raccompagner à la Porte. Alors que Jackson tente une ultime fois de le convaincre que la malédiction n'a rien de magique, l'équipe est téléportée à bord de l'Odyssée, sous le regard apeuré des villageois. Le commandant du vaisseau, le colonel Emerson, les informe qu'un vaisseau Jaffa a trouvé une superporte complète, et qu'ils doivent se rendre sur place pour y retrouver les flottes Jaffa, Tok'ra, ainsi que le Korolev, que les Russes ont achevé en urgence. Jackson, secondé par Mitchell, demande alors à être téléporté dans la bibliothèque pour continuer les recherches; le commandant accepte alors de les y laisser et de demander aux Russes de passer les chercher.
De retour dans la bibliothèque, Jackson s'attèle à trouver le code permettant de désactiver la sécurité du Chevalier parmi les documents, malgré le temps pressant. Teal'c, quant à lui, demande à Emerson de le laisser quitter le vaisseau pour requérir l'aide de nouveaux alliés.
À force de recherches, Jackson repère une série de mots récurrente dans les passages concernant le Chevalier, ce qui pourrait constituer le mot de passe pour empêcher son apparition. Lui et Mitchell rejoignent alors la console de contrôle et, après une brève appréhension sur les possibles conséquences pour les villageois, Jackson active la console et entre la série de mots relevée précédemment. Malheureusement, rien ne se passe, si ce n'est que le Chevalier est de retour. Mitchell laisse alors Daniel à sa recherche de mot de passe et part affronter le Chevalier, mais celui-ci s'avère invulnérable aux tirs d'arme à feu et aux épées des villageois, et Mitchell encaisse ses premiers coups. Valencia, après avoir vainement demandé au gouverneur d'aider Mitchell, sort l'épée du rocher et la lance à Mitchell qui engage le combat avec le Chevalier. Pendant ce temps, une nouvelle tentative de Daniel fait apparaître un trésor ainsi qu'un hologramme de Merlin répétant en boucle un message énigmatique, mais cela ne fait pas disparaître le Chevalier, dont les coups amènent Mitchell au bord de l'effondrement. En désespoir de cause, Daniel tire dans les cristaux de contrôle de la console, faisant disparaître le Chevalier et l'hologramme de Merlin. Les villageois acclament alors Valencia, laissant Mitchell dans la boue.
L'Odysée arrive près de la superporte, où les Jaffas l'informent ne pas parvenir à la détruire malgré l'usage de toute leur puissance de feu. Quant à Jackson, il émet l'hypothèse que l'artefact qu'ils recherchent serait un pendentif, que Merlin portait sur l'hologramme et qu'il a mentionné de façon détournée. Lui et Mitchell se mettent alors à chercher le pendentif dans le trésor récemment apparu.
Dans l'intervalle, un vaisseau Asgard apparaît près de la superporte et Kvasir se téléporte sur l'Odysée. Quant à Teal'c, il s'est laissé capturer par l'Alliance luxienne et est mené auprès de Netan à qui il demande l'aide de l'Alliance. Incrédule, Netan demande sa mise à mort; Teal'c se débarrasse alors de ses deux gardes et met en joue Netan avec l'arme de l'un d'eux, furieux de l'affront que Netan vient de lui faire. Il baisse néanmoins son arme sans tirer pour montrer sa bonne foi et l'informe de la mise en jeu du sort de la Galaxie.
À bord de l'Odyssée, Kvasir apprend à Carter que les Asgards ont pu déduire le fonctionnement de l'arme de Merlin à partir des fragments de son journal lus par Jackson. L'arme est similaire à un EPPZ, mais redirige l'énergie extraite vers la dimension des êtres ayant subi l'Ascension afin de les détruire, et ce, à l'échelle d'une galaxie. Kvasir compte donc activer la superporte vers la galaxie Ori avant qu'ils ne le fassent dans l'autre sens et y envoyer l'arme de Merlin.
Malheureusement, le pendentif continue à se faire désirer, car il n'est pas parmi le trésor que Jackson a fait apparaître, provoquant le dépit de Mitchell. Meurik arrive alors dans la crypte, et Mitchell leur annonce que le trésor est à eux, ce qu'ils cherchaient étant ailleurs. Jackson en profite alors pour demander au gouverneur ce qu'il sait au sujet du pendentif, que Meurik identifie immédiatement comme étant le Sangreal. Jackson explique alors à Mitchell le glissement de sens qui s'est produit au cours des siècles pour associer le Saint Graal à la coupe de Jésus, et précise que les plus anciens textes parlaient d'une pierre rouge sang, correspondant au pendentif rouge de Merlin. Meurik leur rappelle alors que la quête du Sangreal provoqua autrefois le départ d'Arthur, qui devait traverser les contrées de Castiana, Sahal et Vagonbrei. Jackson veut éplucher la bibliothèque pour trouver des mentions à ces lieux, ce qui pourrait prendre des semaines sans garantie de résultat, mais Meurik leur dit que, puisque Valencia a retiré l'épée du rocher, le retour d'Arthur ne saurait tarder, et il les remercie d'avoir levé la malédiction du Chevalier. Jackson tente une nouvelle fois de les convaincre que la magie n'existe pas, mais il se fait téléporter à bord du Korolev, à la stupeur des villageois, pour y retrouver le colonel Chekov, commandant du Korolev.
À bord de l'Odysée, Carter informe Emerson qu'elle et Kvasir ont trouvé les cristaux de contrôle de la superporte, pour lesquels Kvasir a créé un cristal d'interface à installer sur place, mission pour laquelle Carter se porte volontaire. Emerson les informe alors de l'échec de Jackson et Mitchell, mais Carter estime qu'activer la superporte reste une bonne idée pour empêcher les Oris de l'utiliser; par ailleurs, sa conception pourrait la maintenir ouverte indéfiniment. Carter est harnachée dans une combinaison spatiale, puis téléportée par Kvasir à proximité de la superporte, à laquelle elle s'arrime par ses semelles magnétiques. Elle ouvre ensuite le panneau protecteur et retire un des cristaux qu'elle remplace par celui de Kvasir.
Le major Marks détecte alors une poussée d'énergie en provenance de la superporte, poussée que Carter remarque et qui rend ineffectives ses semelles magnétiques. La superporte est en activation, et les interférences qu'elle émet empêche la récupération de Carter, laquelle se retrouve aux premières loges lors de l'établissement du vortex. C'est alors que le Korolev émerge de l'hyperespace; Emerson informe rapidement Chekov de la situation et le Korolev se place en état d'alerte.
Quatre vaisseaux Ori émergent de la superporte et s'alignent face à la flotte des alliés. Ces vaisseaux envoient un message texte menaçant la flotte coalisée d'anéantissement en cas de résistance. Jackson demande alors à répondre et cite une parabole du livre des Origines invitant les vaisseaux Ori à ne pas rejeter leurs erreurs sur les autres.
Ainsi commence la bataille de la superporte. Sans attendre que les vaisseaux Ori aient chargé leurs armes, la flotte coalisée ouvre le feu. Les premiers tirs s'écrasent contre les boucliers Ori tandis que leurs canons principaux ouvrent le feu à leur tour. Un Ha'tak est détruit au premier tir reçu pendant que les vaisseaux terriens sont largement endommagés et perdent la moitié de la puissance de leur bouclier et leurs moteurs conventionnels par le tir qu'ils ont reçu chacun. La flotte coalisée se disperse alors autour des vaisseaux Ori tout en maintenant le feu pour tenter d'éviter les tirs, mais cela ne fait que ralentir la destruction systématique entamée par les vaisseaux Ori. Mitchell convainc Chekov de lancer ses F-302 pour tenter de distraire les vaisseaux Ori.
Le major Marks détecte alors plusieurs appareils en approche, lesquels émergent de l'hyperespace derrière les vaisseaux Ori : il s'agit de trois Ha'tak luxiens que Netan, convaincu par Teal'c, a dépêchés sur place, et qui ouvrent immédiatement le feu sur les vaisseaux Ori. Malheureusement, la bataille tourne à la débâcle pour les forces colaisées et deux vaisseaux luxiens sont détruits, ainsi que tous les vaisseaux Jaffas et Tok'ras. Le Korolev, avec Chekov et Jackson aux commandes et gravement endommagé, est détruit par un second tir Ori qui traverse sans peine ce qui reste de son bouclier. Carter, toujours dans l'espace, assiste impuissante au désastre subi par la coalition. Pendant ce temps, à bord d'un vaisseau Ori, Vala regarde elle aussi, atterrée, la catastrophe, puis, alors que la bataille se termine, ressent les premières contractions.